# Pinheiro Guimarães
João Pinheiro Guimarães foi um importante ilustrador brasileiro.

## Trabalhos
Um dos primeiros a assinar seus trabalhos, Pinheiro Guimarães utilizava o desenho de um pinheiro junto com a letra “G” para identificar sua autoria.
Iniciou sua carreira na Semana Illustrada, em setembro de 1863, e permaneceu nela por um curto período de tempo. Em seguida, trabalhou para o Bazar Volante, junto com Joseph Mill e Flumen Junius. Muitas de suas ilustrações apareceram também no Ba-Ta-Clan, de 1867, principalmente do estilo portrait-charge, seu favorito. Essas ilustrações foram litografadas por Mill, já que Pinheiro Guimarães nunca se mostrara particularmente destro nessa arte. Participou também d’O Mosquito e, em 1869, substituiu o exímio Ângelo Agostini n’A Vida Fluminense. Cria O Mundo da Lue em 1871 e, quando a revista deixa de ser publicada, ele retorna À Vida Fluminense. O ápice de sua produção, porém, só acontece em 1875, quando ingressa n’O Mequetrefe e demonstra toda a sua habilidade com o lápis e a composição de figuras de forma muito autêntica.

## O Mundo da Lua
Em 1º de janeiro de 1871, Pinheiro Guimarães, juntamente com seu primo, o poeta Luis Guimarães Junior, criam uma nova revista: O Mundo da Lua: folha illustrada, lunatica, hyperbolica e satyrica. A publicação teve vida curta, cerca de um ano e meio, totalizando 26 números. O Mundo da Lua media 30x45 cm, com 2 páginas de desenhos e 2 de textos – configuração peculiar para a época. Nesse período, o traço de Pinheiro Guimarães já estava mais maduro, com certo toque pessoal, permanecendo o gosto pela anatomia desproporcional dos caricaturados.